# Benedetto Muzzicato
Benedetto Muzzicato (* 27. September 1978 in Bremerhaven) ist ein deutsch-italienischer ehemaliger Fußballspieler und heutiger Trainer.

## Spielerkarriere
In Bremerhaven geboren, begann seine Karriere bei Hannover 96, wo er in der zweiten Mannschaft kickte. Zur Saison 1999/2000 wechselte er dann innerhalb der niedersächsischen Landeshauptstadt weiter zum SV Arminia Hannover in die damalige Regionalliga Nord. Anfang September 2001 wechselte er dann ligaintern zum SC Langenhagen aus dem hannoverschen Umland, wo er bis zum Ende der Saison aktiv war. Danach kehrte er wieder nach Bremen zurück, wo er sich dem FC Oberneuland anschloss. Zur Saison 2003/04 schloss er sich dann der zweiten Mannschaft von Werder Bremen an. Für diese lief er jedoch nur am Anfang und am Ende der Saison in ein paar Spielen auf.
Zur nächsten Saison trennten sich wieder die Wege und es zog ihn erstmals aus dem Bereich Niedersachsen/Bremen hinaus, indem er sich für ein halbes Jahr Union Berlin anschloss. Hier kehrte er dann auch wieder in die drittklassige Regionalliga Nord zurück. In diesem halben Jahr kam er aber auch nur wieder zum Start der Saison zu größeren Einsätzen. Den Rest der Saison spielte er dann wieder zurück bei Arminia Hannover zu Ende. Die Saison 2005/06 begann er mit einer Halbserie beim SV Meppen, so verblieb er erneut in der Oberliga Nord. Danach kehrte er wieder zum FC Oberneuland nach Bremen zurück und spielte hier noch einmal bis zum Ende der Spielzeit 2006/07.
Weiter ging es in der ersten Hälfte der Spielzeit 2007/08 im Bremer Umland beim VSK Osterholz-Scharmbeck. Die zweite Hälfte verbrachte er in seiner Heimatstadt beim FC Bremerhaven. Danach schloss er sich noch ein drittes Mal dem FC Oberneuland an, wo er bis zum Ende der Saison 2009/10 auf dem Platz stand.
Nach ein paar Monaten ohne Klub schnürte er dann von Dezember 2010 bis April 2011 die Schuhe für den VfB Oldenburg, dort kam er in der Oberliga Niedersachsen aber lediglich auf drei Einsätze um die Winterpause herum zum Einsatz. Zur Saison 2011/12 kehrte er dann wieder nach Bremen zurück und nun schon ein viertes Mal zum FC Oberneuland. Zur Saison 2013/14 wechselte er weiter zum Bremer SV, wanderte von dort aber Mitte August 2013 direkt weiter zum TSV Ottersberg in den benachbarten Landkreis Verden. Dort spielte er schließlich bis Ende Januar 2015, um die Saison dann noch einmal beim FC Oberneuland ausklingen zu lassen und seine Spielerkarriere danach zu beenden.

## Trainerkarriere
Bereits in seiner aktiven Spielerkarriere stand er von Oktober bis November 2011 in drei Spielen der zweiten Mannschaft des FC Oberneuland als Interimstrainer an der Seitenlinie. Ab Januar 2012 übernahm er dieses Amt dann auch noch bis Ende der Saison neben seiner Tätigkeit als Spieler der ersten Mannschaft fest. Während seiner Zeit in Ottersberg übernahm er in der zweiten Saisonhälfte 2013/14 auch noch einmal die B-Junioren (U17) von Oberneuland. In der Saison 2014/15 war er Co-Trainer der C1-Junioren (U15) von Werder Bremen.
Seine erste Station nach Beendigung seiner Spielerkarriere führte er schließlich direkt im Anschluss beim FC Oberneuland als Cheftrainer fort. Nach einer sehr guten Saison, in der er mit seiner Mannschaft Meister der Landesliga Bremen wurde, wechselte er weiter zum niedersächsischen Oberligisten TB Uphusen aus der benachbarten Stadt Achim. Hier war er insgesamt auch wieder nur etwas mehr als eine Saison tätig. Im September 2017 beschloss er dann aber, sich dem BSV Rehden in der Regionalliga Nord anzuschließen. Hier gelang es ihm in der ersten Spielzeit, die Klasse zu halten. Nach einer Vertragsverlängerung verblieb er dann auch in der Saison 2018/19 bei dem Klub aus dem Landkreis Diepholz und platzierte sich mit seiner Mannschaft im Mittelfeld.
Zur Saison 2019/20 wurde er dann Trainer beim FC Viktoria 1889 Berlin. Die erste Saison in der Regionalliga Nordost wurde bedingt durch die COVID-19-Pandemie abgebrochen. Seine Mannschaft wurde dabei mit 29 Zählern auf dem achten Platz gewertet. Die Folgesaison wurde nach elf gespielten Spielen unterbrochen. Zu diesem Zeitpunkt war seine Mannschaft mit 33 Punkten Spitzenreiter, daraufhin verlängerte der Verein auch seinen Vertrag Ende Januar 2021 bis 2023. Die laufende Saison wurde dann jedoch nicht mehr fortgeführt und die zuletzt feststehende Tabelle gewertet. Damit durfte seine Mannschaft in die 3. Liga aufsteigen. Nach dem 27. Spieltag in der Saison 2021/22 trennte sich der Verein von Muzzicato. Die Mannschaft stand zu diesem Zeitpunkt nach 5 sieglosen Spielen in Folge (davon 4 Niederlagen) kurz vor der Abstiegszone, hatte aber zwei Spiele weniger absolviert als die Konkurrenz. Viktoria Berlin beendete die Saison auf Tabellenplatz 17 und stieg somit in die Regionalliga ab.
Ende Februar 2022 begann Muzzicato den 13-monatigen Lehrgang zur Pro Lizenz (ehemals Fußballlehrer). Durch den Aufstieg hatte er Viktoria Berlin für ein Jahr auch mit der A-Lizenz, die für die Regionalliga ausreicht, in der 3. Liga trainieren dürfen.
Zur Saison 2024/25 übernahm er die zweite Mannschaft des SC Freiburg als Cheftrainer, die aus der 3. Liga in die Regionalliga Südwest abgestiegen war. Bereits im Dezember 2024 bat er um Vertragsauflösung.
Zur Saison 2025/26 wurde Muzzicato als Nachfolger von Heiner Backhaus Cheftrainer des Drittligisten Alemannia Aachen. Er unterschrieb einen Vertrag bis zum 30. Juni 2027.

## Erfolge
- Aufstieg in die 3. Liga: 2021 (FC Viktoria 1889 Berlin)

## Privates
Benedettos Bruder Fabrizio ist ebenfalls ehemaliger Fußballspieler und gegenwärtiger -trainer. Fabrizio assistierte seinem Bruder beim TB Uphusen als Co-Trainer und übernahm nach dessen Abgang dort das Traineramt bis Ende September 2019.